# Gallinule à face noire
Porphyriops melanops
Espèce
Synonymes
- Rallus melanops Vieillot, 1819
- Porphyriops melanops (Vieillot, 1819)

Statut de conservation UICN

 LC  : Préoccupation mineure
La gallinule à face noire (Porphyriops melanops) est une espèce d'oiseaux de la famille des Rallidae.

## Description
Plus petite que la gallinule poule d'eau présente en Eurasie et en Afrique, cette gallinule sud-américaine au corps trapu en diffère également par son plumage, plus clair à l'exception des lores qu'elle a noirs. Les flancs sont ornés de points blancs. Le bec est vert pâle, les pattes jaunâtres et les yeux rouges.
Les juvéniles présentent des couleurs plus ternes, le plumage tire vers le beige et est aussi ponctué de blanc sur les flancs.

## Habitat
Cette espèce vit aux abords des étangs, des lacs et des cours d'eau à faible débit. Assez peu farouche, il s'agit de la gallinule la plus répandu à travers le Chili.

## Répartition
Cet oiseau vit en Argentine, en Bolivie, au Brésil, au Chili, en Colombie, au Paraguay, au Pérou et en Uruguay.

## Taxinomie
Les populations de gallinules à face noire sont réparties en trois sous-espèces qui occupent trois territoires bien distincts en Amérique du Sud :
- Gallinula melanops bogotensis (Chapman, 1914) - endémique de la Cordillère Orientale de Colombie, aujourd'hui en danger critique d'extinction.
- Gallinula melanops crassirostris (Gray, J. E., 1829) - Ouest de l'Argentine et Chili.
- Gallinula melanops melanops (Vieillot, 1819)  - Pérou, Est de la Bolivie, Est du Brésil, Uruguay, Nord de l'Argentine et Paraguay.